# لوگانوسه
لوگانوسه (به لاتین: Lüganuse) یک منطقهٔ مسکونی در استونی است که در پریش لوگانوسه واقع شده‌است. لوگانوسه ۴۳۹ نفر جمعیت دارد.